# Pedilochilus ciliolatus
Pedilochilus ciliolatus är en orkidéart som beskrevs av Rudolf Schlechter. Pedilochilus ciliolatus ingår i släktet Pedilochilus och familjen orkidéer. Inga underarter finns listade i Catalogue of Life.